# 潮州空降場
潮州跳傘場位於屏東縣潮州鎮光春里，最早作為日本陸軍戰鬥機飛行場，當時駐有隼與疾風兩型戰鬥機，飛行場規模之大可再細分為潮州飛行場與潮州東飛行場，兩座飛行場中間有道路相連。

## 歷史
1930年代，日軍為配合將來發動大東亞戰爭，訓練足夠的陸軍飛行員，在此興建機場。二戰結束後，日軍未等我方接收人員到達，便私自將飛行場與設施交付予民間，後經我方收回作為軍事跳傘用途，但僅收回其中一小部分（這也是目前跳傘場週圍有相當多民間養殖產業濫殤）。

## 現況
整個潮州跳傘場長約1公里、寬約300公尺，佔地約30公頃，中間橫貫一條縣道189號，目前是國軍唯一的軍事跳傘訓練場。附近設有一營區駐有部隊，平時負責管理空降場，訓練時負責引導傘兵空降、管制交通。